# Ste-Croix (Bordeaux)

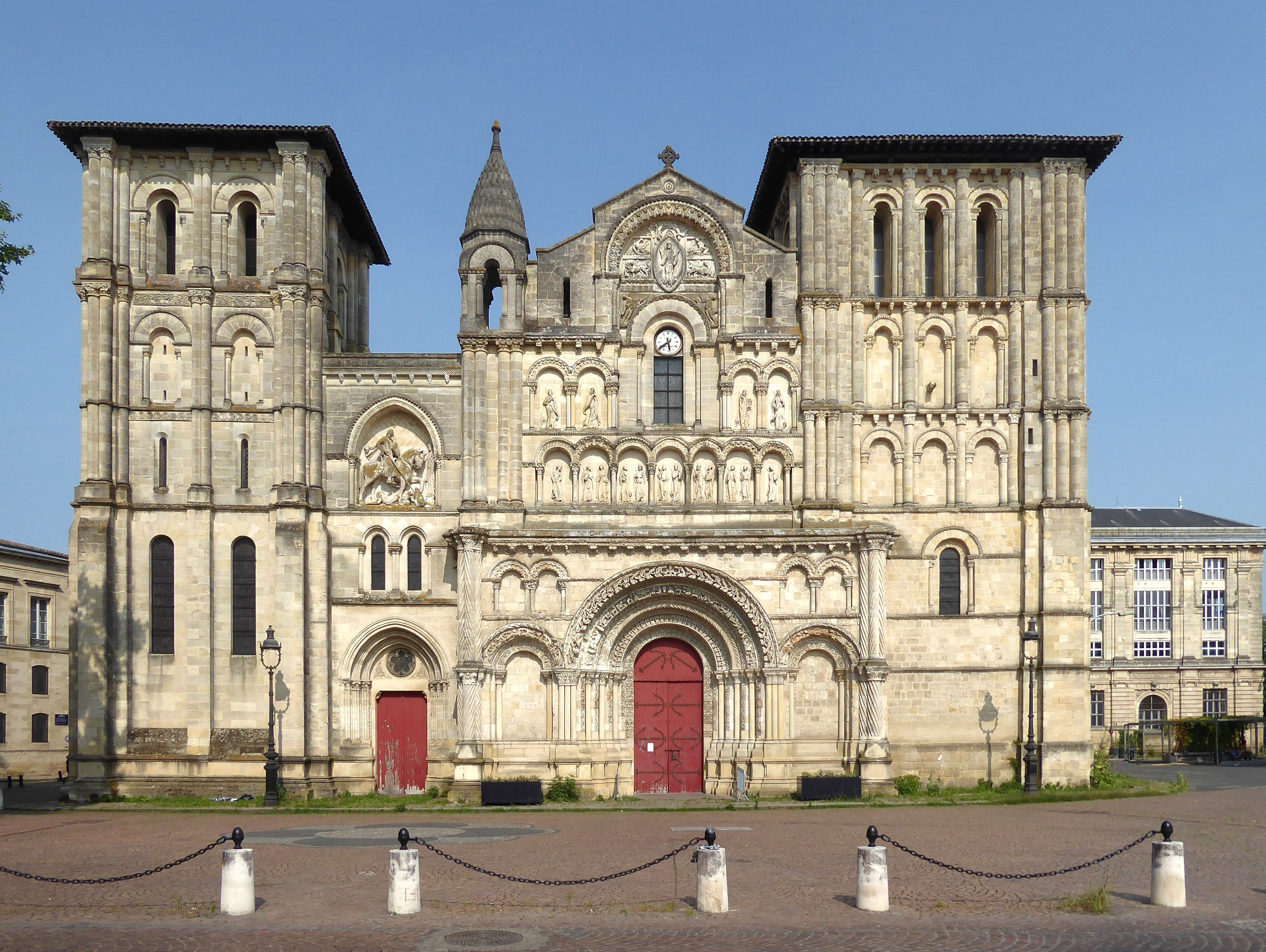
Sainte-Croix de Bordeaux

 Die Kirche Sainte-Croix in Bordeaux ist die Kirche eines ehemaligen Benediktinerklosters. Seit 1840 ist sie als Monument historique klassifiziert. Sie steht im Südosten des Zentrums von Bordeaux an der Place Pierre Renaudel.

## Geschichte

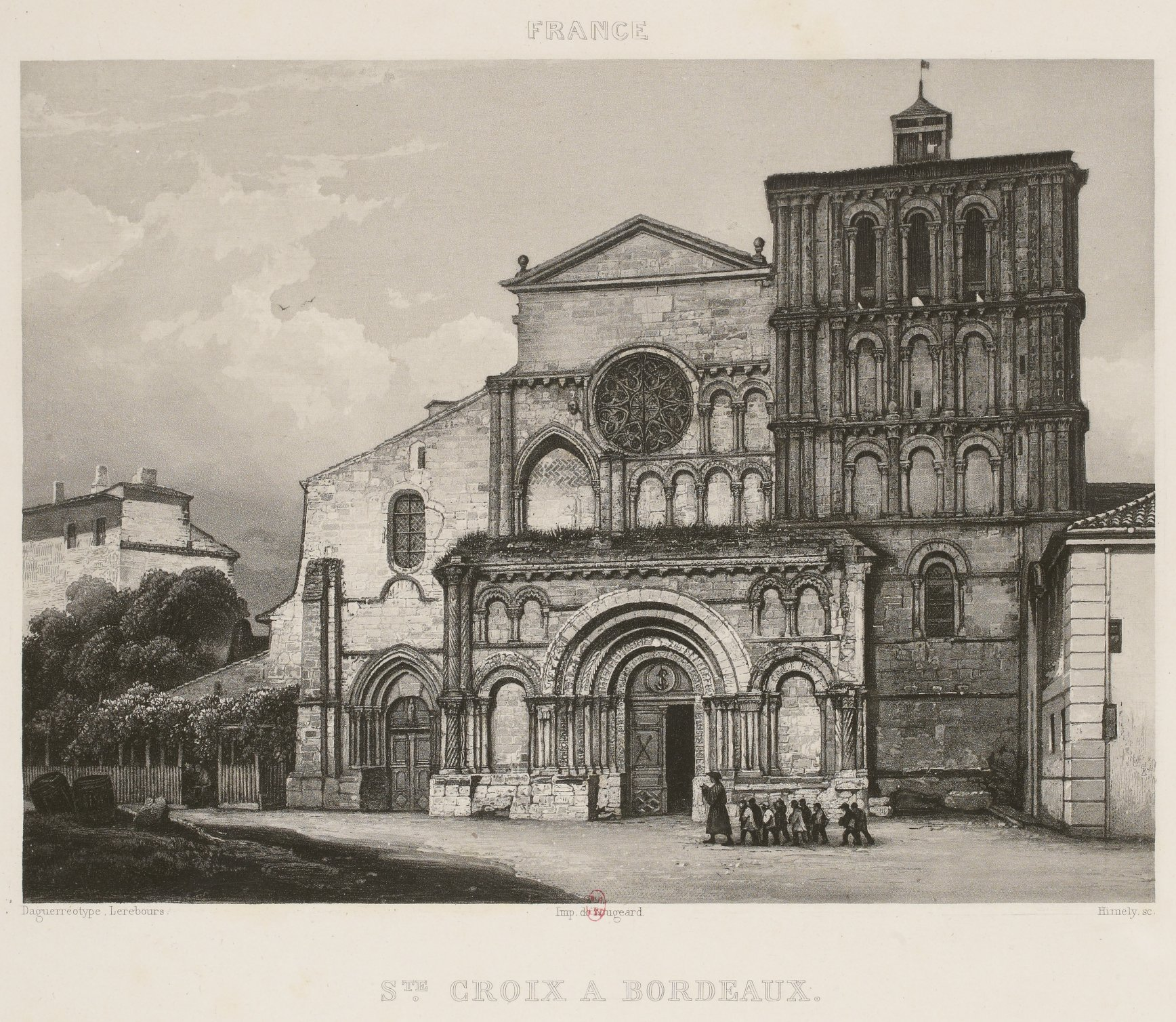
Westfassade 1841 ohne Nordturm

Die Benediktinerabtei Sainte-Croix wurde zur Zeit der Merowinger auf einer Erhebung in der Nähe des Garonne-Ufers gegründet, in einem Sumpfgebiet, das damals südlich von Bordeaux lag. Das genaue Jahr der Gründung ist nicht bekannt, jedoch soll nach einem Epitaph aus dem 7. Jahrhundert Mummolus, der zweite Abt von Fleury (heute Saint-Benoît-sur-Loire) hier um 679 gestorben sein. Die Abtei wurde um 730 von den Sarazenen auf einem Raubzug zerstört und vermutlich Ende des 8. Jahrhunderts neu errichtet. Mitte des 9. Jahrhunderts waren es die Normannen, denen die Abtei zum Opfer fiel. Den dritten Bau des Klosters schreibt man Wilhelm dem Guten zu, der seit etwa 970 Graf und vielleicht Herzog der Gascogne war († wohl 996), und der für den Neubau die Stelle auswählte, an der bereits ein Oratorium für Mummolus stand.
Zum Besitz der Abtei gehörten die Orte Saint-Hilaire-du-Taillan und Soulac mit der Prioratskirche Notre-Dame-de-la-fin-des-Terres, später kamen Saint-Macaire und Macau hinzu. Die heutige Kirche im romanischen Stil stammt vom Ende des 11. oder Anfang des 12. Jahrhunderts und damit aus der gleichen Zeit wie die Kirchen von Soulac (Notre-Dame-de-la-fin-des-Terres) und Macau.
Im Lauf der Jahrhunderte ließen die Äbte die Klostergebäude (Küchen, Schlafsäle, Refektorium etc.) verfallen, so dass die Mönche der Congrégation de Saint-Maur (→ Mauriner) im 17. Jahrhundert die Erlaubnis bekamen, das Kloster neu zu bauen. Der Baubeginn war 1664 und die Fertigstellung erfolgte 1672.
1793 wurde die Abtei in ein Hospiz umgewandelt, seit 1890 werden die Gebäude von der École des Beaux-Arts von Bordeaux genutzt.
Die Kirche Sainte-Croix wurde mit den Kirchen Saint-Michel, Saint-Pierre, Saint-Paul und Saint-Éloi zu einer Gemeinde zusammengeschlossen und 2009 der Communauté du Chemin-Neuf übergeben.

## Architektur
Die Kirche hat den Grundriss eines lateinischen Kreuzes. Sie besteht aus einem Schiff mit fünf Jochen, einem Querschiff mit großen Kapellen auf beiden Seiten und einer polygonalen Apsis. Das Schiff ist 39 Meter lang, die Apsis 15,30 Meter hoch.
Im romanischen Zustand hatte der Kirchenraum flache Holzdecken. Im 12. und 13. Jahrhundert wurden die gotischen Gewölbe eingezogen. Mit ihren auf halber Raumhöhe liegenden Kämpfern aber nicht sehr steilen Scheiteln stellen die sechsteiligen Doppeljoche des Mittelschiffs einen Kompromiss zwischen der Gotik der Île-de-France und der angevinischen Gotik dar. Auch die Fenster der Seitenschiffe entstanden erst in der Frühgotik.
Der Architekt Paul Abadie restaurierte die Kirche im 19. Jahrhundert und fügte dabei den symmetrischen Glockenturm an der linken Seite de Fassade hinzu.

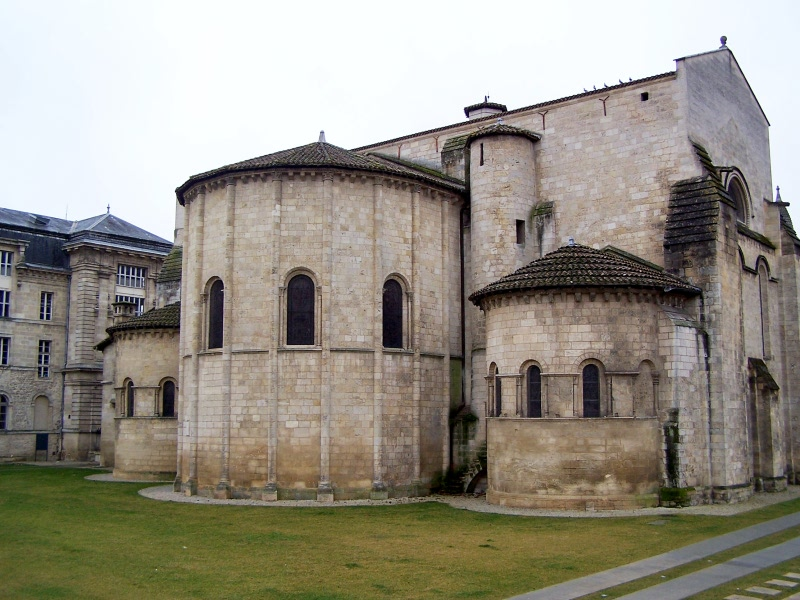
Romanische Apsiden
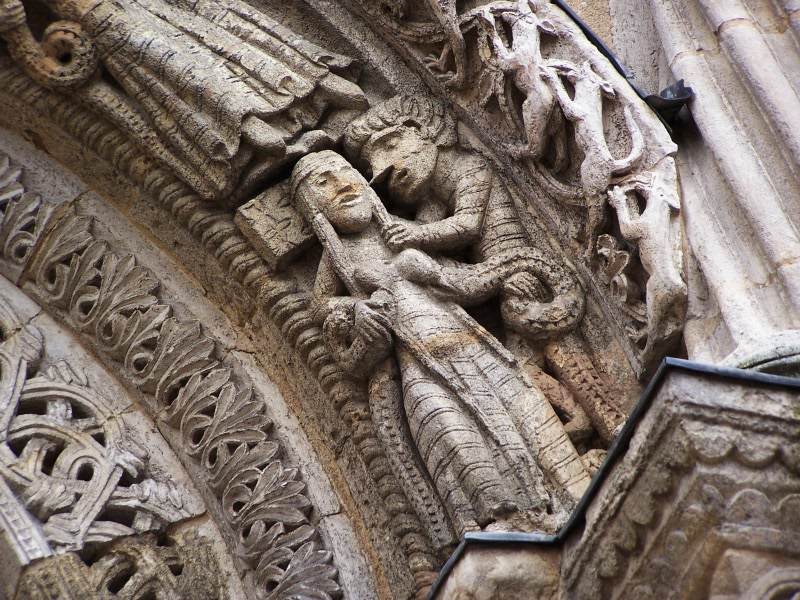
Portalbogen – romanische Figuren in gotischer Anordnung
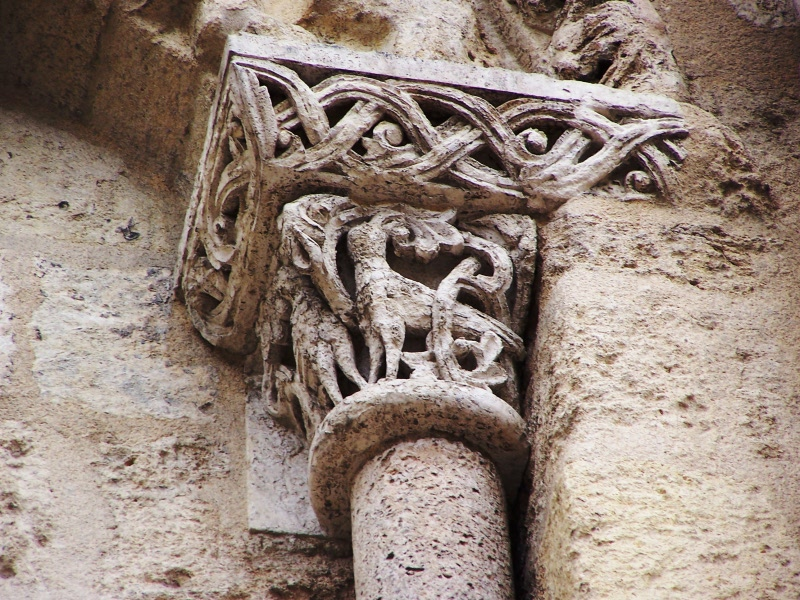
Romanisches Tierkapitell
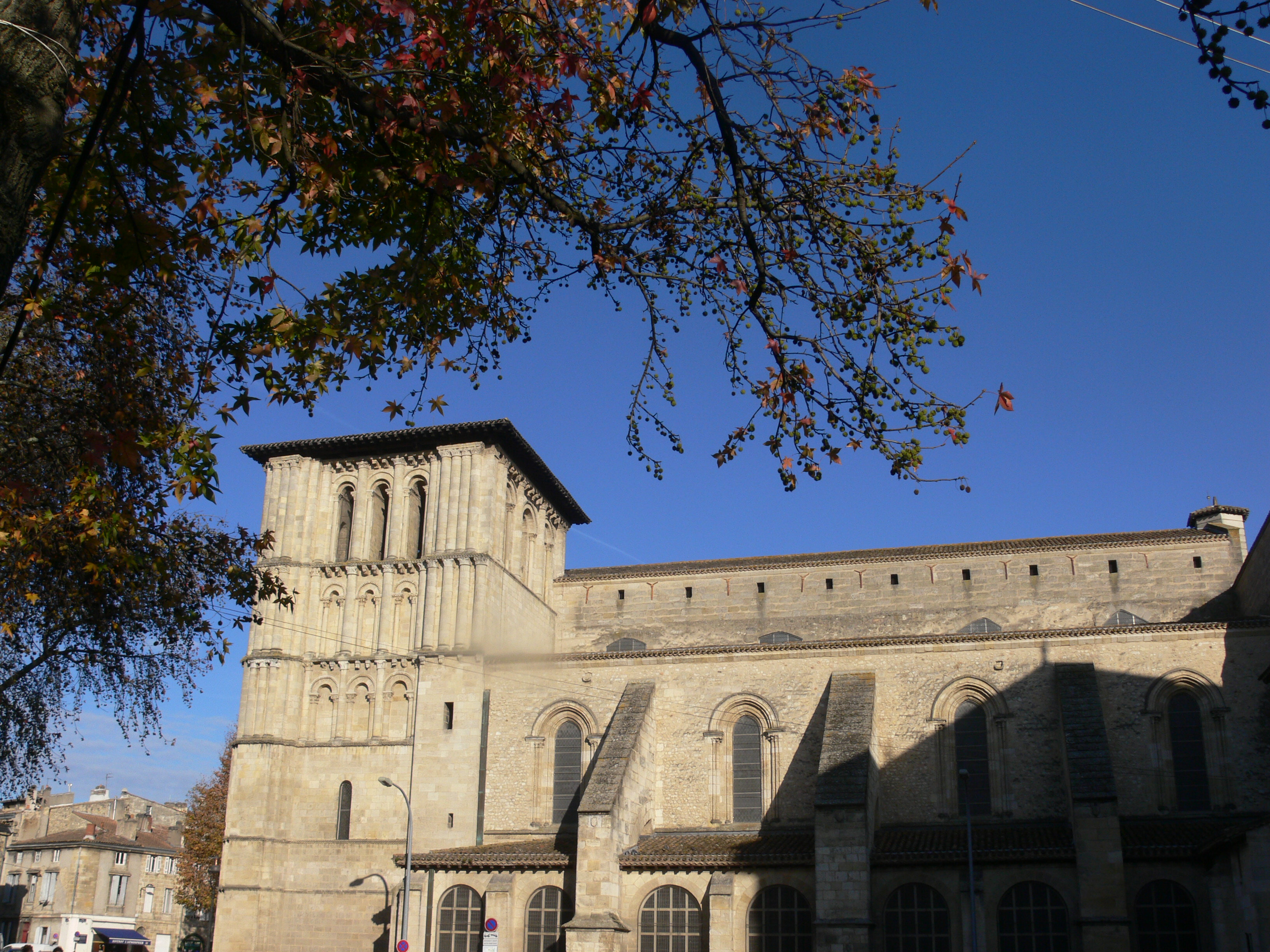
Seitenschiff mit frühgotischen Fenstern

## Ausstattung
In der Kirche befinden sich zwei Gemälde von Guillaume Cureau (um 1595–1648) zu Mummolus, „Sankt Mummolus heilt einen Besessenen“ und „Sankt Mummolus heilt einen Kranken“, sowie eine Kreuzerhöhung von A. Bourgneuf aus dem Jahr 1636.

## Orgel

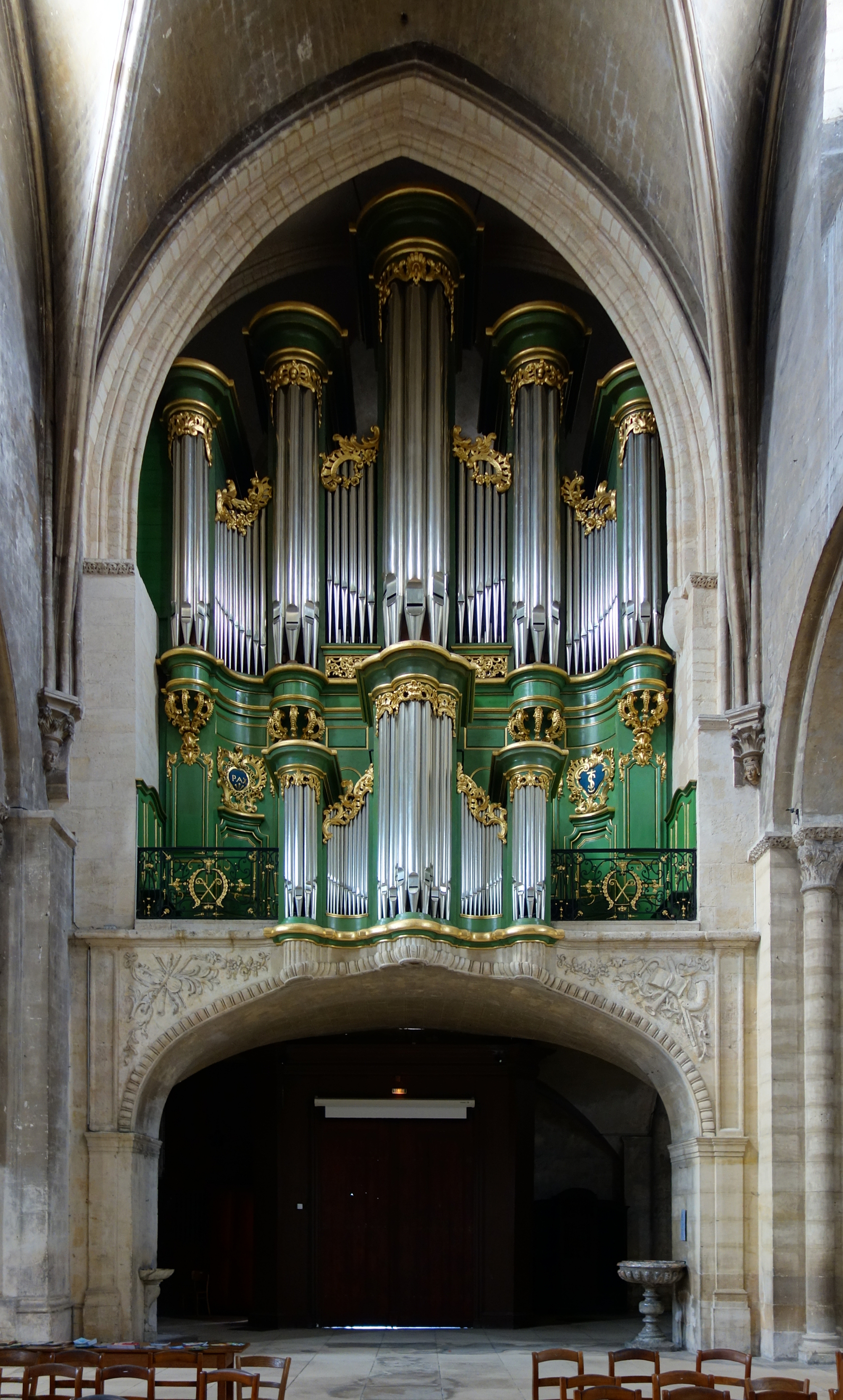
Orgelprospekt mit Rückpositiv

Eine erste Orgel existierte bereits im 16. Jahrhundert, sie wurde nach 1661 durch ein einfacheres Instrument ersetzt, das von Jean Haon gebaut wurde. Im Jahr 1730 wurde entschieden, eine größere Orgel zu installieren, deren Bau fünfzehn Jahre später dem Orgelbauer Dom Bédos de Celles anvertraut wurde. 1811 forderte Charles-François d’Aviau Du Bois de Sanzay, Erzbischof von Bordeaux, die Orgel für die Kathedrale Saint-André an, wo sie bis 1970 blieb. Danach wurde sie wieder in Sainte-Croix eingebaut und schließlich in den Jahren 1983 bis 1995 restauriert. Das Instrument hat heute 45 Register auf fünf Manualen und Pedal. Auffällig ist der Tonumfang des Pedals (à la française).
| I Positiv de Dos C–d3 |                    |        |
| 1.                    | Montre             | 8′     |
| 2.                    | Bourdon            | 8′     |
| 3.                    | Prestant           | 4′     |
| 4.                    | Flûte              | 4′     |
| 5.                    | Nasard             | 2 ⁄3′  |
| 6.                    | Doublette          | 2′     |
| 7.                    | Tierce             | 1 3⁄5′ |
| 8.                    | Larigot            | 1 ⁄3′  |
| 9.                    | Cornet V           |        |
| 10.                   | Petit Plein Jeu IX |        |
| 11.                   | Trompette          | 8′     |
| 12.                   | Cromorne           | 8′     |
| 13.                   | Voix Humaine       | 8′     |
| 14.                   | Clairon            | 4′     |

| II Grand Orgue C–d3 |                      |        |
| 15.                 | Bourdon              | 32′    |
| 16.                 | Montre               | 16′    |
| 17.                 | Bourdon              | 16′    |
| 18.                 | Montre               | 8′     |
| 19.                 | Second               | 8′     |
| 20.                 | Bourdon              | 8′     |
| 21.                 | Gros Nasard          | 5 1⁄3′ |
| 22.                 | Prestant             | 4′     |
| 23.                 | Grosse Tierce        | 3 1⁄5′ |
| 24.                 | Nasard               | 2 ⁄3′  |
| 25.                 | Doublette            | 2′     |
| 26.                 | Tierce               | 1 3⁄5′ |
| 27.                 | Grosse Fourniture II |        |
| 28.                 | Grand Plein Jeu XIII |        |
| 29.                 | Grand Cornet V       |        |
| 30.                 | 1° Trompette         | 8′     |
| 31.                 | 2° Trompette         | 8′     |
| 32.                 | Clairon              | 4′     |

| III Bombarde C–d3 |               |     |
| 33.               | Bombarde      | 16′ |
| 34.               | Gros Cromorne | 8′  |

| IV Récit g0–d3 |           |    |
| 35.            | Cornet V  | 8′ |
| 36.            | Trompette | 8′ |

| V Echo c0–d3 |          |    |
| 37.          | Cornet V | 8′ |

| Pédalier F–e1 |              |     |
| 38.           | Flûte        | 16′ |
| 39.           | Flûte        | 8′  |
| 40.           | Flûte        | 8′  |
| 41.           | Flûte        | 4′  |
| 42.           | Bombarde     | 16′ |
| 43.           | 1° Trompette | 8′  |
| 44.           | 2° Trompette | 8′  |
| 45.           | Clairon      | 4′  |